# Hatten Schuyler Yoder
Hatten Schuyler Yoder (* 20. März 1921 in Cleveland, Ohio; † 2. August 2003 in Bethesda, Maryland) war ein Geophysiker und Petrologe, der Pionierarbeit auf dem Gebiet von Hochtemperatur- und Hochdruckmineralen im Aufbau der Erde leistete. Er war der vierte Direktor der geophysikalischen Abteilung der Carnegie Institution of Washington.

## Leben
Hatten absolvierte die Lakewood Highschool in Cleveland, Ohio. Danach trat er in die U.S. Navy ein und diente insgesamt 16 Jahre. Er studierte zwischenzeitlich an der University of Chicago, an der er 1941 seinen B.Sc. ablegte. Im Zweiten Weltkrieg war er von 1942 bis 1946 Meteorologe für die Navy im Pazifik und in Europa. Vor der geplanten alliierten Invasion von Japan arbeitete er in Sibirien in einem Team von russischen und amerikanischen Wissenschaftlern, die mit der Planung eines Netzes von Wetterstationen befasst war, das eine zuverlässige Wettervorhersage ermöglichen sollte.
1948 legte er die Prüfung zum Ph.D. am Massachusetts Institute of Technology ab, und begann noch im selben Jahr als Experimentalpetrologe im geophysikalischen Labor der Carnegie Institution for Science. 1971 wurde er zum vierten Direktor des Labors berufen, er bekleidete diese Stelle bis 1986. 1986 wurde er emeritiert.
Er war seit 1959 verheiratet mit Elizabeth Marie Bruffey und hatte mit ihr zwei Kinder. Er starb am 2. August 2003 in Bethesda, Maryland, an den Folgen einer Operation.

## Wirken
1961 und 1962 veröffentlichte er mit Cecil E. Tilley Beiträge zum Übergang von Basalt in Eklogit mit zunehmender Tiefe im Erdmantel und der Entstehung von basaltischem Magma. 1976 erschien sein Lehrbuch The Generation of Basaltic Magma, das ihn als einen der führenden Experten in diesem Feld etablierte. Im Laufe seiner wissenschaftlichen Karriere befasste Yoder sich mit thematisch unterschiedlichen Gebieten, so etwa mit der physikalischen Chemie von Silikaten und Sulfiden, den gesteinsbildenden Mineralen Grossular, Analcim, Phlogopit, Muskovit und ternäre Feldspate oder der abiotischen Synthese organischer Verbindungen. Die Untersuchung von Basalt bildete jedoch den Schwerpunkt seiner Forschungen.

## Preise und Ehrungen (Auswahl)
- 1958: Mitglied der National Academy of Sciences
- 1962: Arthur-L.-Day-Medaille
- 1972: Präsident der Mineralogical Society of America
- 1973: Abraham-Gottlob-Werner-Medaille
- 1981: Ehrendoktor der Universität Paris
- 1998: History of Geology Award
- 1979: Wollaston-Medaille
- 1992: Roebling-Medaille
- 1979: Aufnahme in die American Academy of Arts and Sciences und die American Philosophical Society[5]

Nach Yoder wurde 1959 das Mineral Yoderit benannt.

## Werke
- Outline the transition of basalt to eclogite. 1961 (mit Cecil E. Tilley).
- Origin of basalt magmas: an experimental study of natural and synthetic rock systems. In: Journal of Petrology. Band 3, 1962, S. 342–532 (mit Cecil E. Tilley).
- The Generation of Basaltic Magma. National Academy of Sciences, Washington, D.C. 1976.
- als Herausgeber: Evolution of the Igneous Rocks, Princeton UP 1979 (darin von Yoder:  Melilite-bering rocks and related Lamprophyres)
- Centennial History of the Carnegie Institution of Washington. Volume III. The Geophysical Laboratory, Cambridge University Press, 2004, ISBN 0-521-83080-X.[6]
- The Planned Invasion of Japan (1945): The Siberian Weather Advantage. 1997.